# 尼尔斯·罗森
尼尔斯·罗森（瑞典語：Nils Rosén，1902年5月22日—1951年6月26日），瑞典男子足球运动员，司职中场，所属俱乐部是希爾星堡體育會。他曾代表瑞典国家队参加1934年国际足联世界杯，结果队伍获得第八名。